# 龍皇杯
龍皇杯（ドラゴンカップ、りゅうおうはい）は、月刊ドラゴンマガジン誌上の読者参加型企画。
数名の作家達による短編小説が掲載され、アンケートハガキやネットによる読者投票で一番人気になった作品が連載権を得る。選ばれた作家・作品は「龍皇」と呼ばれ、誌上やウェブでの結果発表とともに新連載を開始する。
連載は半年で終了する場合もあれば、「スクラップド・プリンセス」や「まぶらほ」のように息の長い人気作品になる場合もある。
選ばれなかった作品はそれきりというわけではなく、「Dクラッカーズ」や「ダークフロンティア・ブルース」のように、文庫化・シリーズ化するケースもある。
読者にとっては、気に入った作品を応援したり、龍皇に選ばれる作品やこれから伸びる作家を予想したりする楽しみのある企画である。
第4回では「伝説の勇者の伝説」と「EME」の得票が同数で、W龍皇が誕生するという出来事もあった。
第7回で一度休止した後、その10年後に第8回が開催された。第8回よりイラストはなくなったがネット投票が可になった。
第9回で再度休止した後、その3年後に第10回が開催された。第10回は、以下の点が変更となった。
- エントリー作品が月刊ドラゴンマガジン誌だけではなくカクヨムでも読めるように。
- エントリー作家の数がそれまでの6人から8人と増加。
- エントリー作家が新進作家限定ではなくベテラン作家も参加するように。

第11回はカクヨムのみの開催となり、結果は「ファンタジア文庫大感謝祭オンライン」や、ファンタジア文庫公式サイト及びドラゴンマガジンなどで発表された。
リンクが貼られてる作品は優勝に関わらず長編シリーズ化されていて、それ以外は当企画のみで発表された読み切りとなった作品である。

## 第1回
1998年9、10月号掲載。12月号にて結果発表
初代龍皇
- スクラップド・プリンセス（榊一郎）

参加作品
- 宇宙征服倶楽部（対馬正治）
- Dクラッカーズ（字野耕平）後に「あざの耕平」に改名
- 西妖見聞録アゲハ来襲（南房秀久）
- 進め！双角小隊（川崎康宏）
- 黒蚑－こっき－ （高橋夕樹）

## 第2回
1999年7、8月号掲載。10月号にて結果発表
二代目龍皇
- ドツボに願いを（清水文化）（連載開始時に「ヘッポコあんてぃ～く」に改題）

参加作品
- ライトセイバーズ（築地俊彦）
- 出動！めいわく警備隊（南房秀久）
- がらくた星の物語（星野亮）
- 悪魔の鼓動（対馬正治）
- 二重螺旋の想い（秋口ぎぐる）

## 第3回
2000年8、9月号掲載。11月号にて結果発表
三代目龍皇
- まぶらほ（築地俊彦）

参加作品
- 凍牙  The Scapegoat（夏緑）
- レブリガン・ド・レコール（日昌晶）
- プリンセス・ガーディアン（あおしまたかし）
- ダーク・フロンティア・ブルース（市川丈夫）
- オーバーロード大作戦！（新井輝）

## 第4回
2001年8、9月号掲載。11月号にて結果発表
四代目龍皇（2作品同時受賞）
- 伝説の勇者の伝説（鏡貴也）
- EME（瀧川武司）

参加作品
- ヴァルキュリエ・ストーム（高橋夕樹）
- きねま・でいず・ばびろん（水城正太郎）
- セカンドステージ（花田十輝）
- ゆにっとソウル（黒田和人）

## 第5回
2002年10、11号掲載。2003年1月号にて結果発表
五代目龍皇
- 拝啓、姉上さま（川口大介）

参加作品
- 虹竜娘子(松下寿治)
- トワ・ミカミ・テイルズ（日下弘文）
- スティルホッパー（伊澄優希）
- スプラッシュ！（三田誠）
- まゆこ神話（毬原洋平）

## 第6回
2003年12月号、2004年1月号掲載。2004年3月号にて結果発表
六代目龍皇
- イレギュラーズ・パラダイス（上田志岐）

参加作品
- お子様は魔女!?（雪村智史）
- GOSICK -ゴシック-（桜庭一樹）
- がらくたのフロンティア（師走トオル）
- 生キズだらけの戦士たち（毬原洋平）
- パズルアウト（深見真）

## 第7回
2004年12月号掲載。2005年3月号にて結果発表
七代目龍皇
- 殺×愛 -きるらぶ-（風見周）

参加作品
- ハルのこえ、アキのうた（壱乗寺かるた）
- 究極超獣バムスター外伝（吉村夜）
- 彼岸・此岸 -アチラ・コチラ-（田代裕彦）
- ASYL -聖域-（時海結以）
- ユラユラのムコウガワ（枯野瑛）

## 第8回
2014年3月号の特別冊子に掲載。2014年5月号にて結果発表
八代目龍皇
- 俺と彼女の萌えよペン（村上凛）

参加作品
- セクシャル・ノリオ・オンライン（十八禁）（山田有）
- 勇者パーティーに加入してからオレが一度も一軍登録されない件について～二軍勇者アッシュの憂鬱～（大楽絢太）
- エターナルフォース・ラブリザード～効果：女の子に惚れられたら死ぬ～（初美陽一）
- これより作戦を開始する（アサウラ）
- ワールド・エンド・スーサイド －トップアイドルのヒ★ミ★ツ－（大黒尚人）

## 第9回
2015年5月号掲載。2015年7月号にて結果発表
九代目龍皇
- 暗黒騎士を脱がさないで（木村心一）

参加作品
- 人類失格な俺たちが、正しく生きていく方法（ツカサ）
- ゲームウィザーズ・アカデミア（岬かつみ）
- ヒーローズララバイ（小林がる）
- フェアリーこれくしょん（秋芳草太）
- 怪盗セルルとディーマッグの宝玉（上総朋大）

## 第10回
2018年11月号掲載。2019年1月号にて結果発表
十代目龍皇
- 異世界でロリに甘やかされるのは間違っているだろうか（長岡マキ子）

参加作品
- 異世界パンダ（日暮晶）
- 俺の部屋に勇者と魔王は入りきらない（渡葉たびびと）
- メカニカル・クロニクル（羽根川牧人）
- 幽霊部員の俺は、ラブコメの駄女神に愛されている（竹原漢字）
- 職業、貧乏冒険者。趣味、モンスター討伐を少々（来生直紀）
- ナイト・オブ・ギャラクシー！（左京潤）
- 進むは覇道の迷宮喰い（雨木シュウスケ）

## 第11回
2023年8月10日掲載。投票期間は9月30日まで。2023年10月14日の「ファンタジア文庫大感謝祭オンライン2023」内で結果発表
十一代目龍皇
- 凶王の絶望（百瀬十河）[2]

参加作品
- 死霊術師と一緒にゾンビパニックに巻き込まれたんだけど、質問ある?（石之宮カント）
- 孤高な二人は友達になりたい（佐波彗）
- 【ファミリーチキン】復活したらニワトリっぽくなってた神鳥、魔法使いの卵と家族になってナデナデされる。（永松洸志）
- クラスメイトの残念美少女、金を払ってでも俺と友達になりたい。（葉月文）